# Авл Постумий Альбин (легат в Югуртинскую войну)
Авл Постумий Альбин (лат. Aulus Postumius Albinus) — легат своего брата Спурия Постумия Альбина во время Югуртинской войны.
Консул 110 года до н. э. Спурий прибыл с армией в выделенную ему для наместничества Нумидию, но действовал настолько медлительно, что его даже обвиняли в злом умысле. Вскоре ему пришлось оставить лагерь для ведения политических дел в Риме, и он передал командование войсками Авлу, наделив его полномочиями пропретора. Вскоре, по версии Саллюстия, Авл решился на самостоятельные действия. Поскольку Спурий задержался в Риме из-за возникших там политических противоречий, Авл в январе 109 года повёл свои войска к Сутуле, где вместе с немалой нумидийской сокровищницей укрепился Югурта. В свойственной ему манере Югурта притворился, будто он боится Авла и готов заключить с ним мир. Заманив Авла в засаду якобы для проведения переговоров, Югурта с помощью подкупленных им солдат провёл свою армию в лагерь Авла и с боем занял его, заставив римлян бежать на близлежащий холм, бросая оружие. После этой победы Югурта навязал Авлу унизительный договор, по которому римляне должны были пройти под ярмом (позорящий обряд) и немедленно покинуть Нумидию.
Известие о договоре вызвало резкий протест в Риме. Сенат отказался ратифицировать договор, поскольку он был заключён в нарушение традиционного порядка лицом, не уполномоченным заключать договор от имени всей общины. Как пишет Саллюстий, «Авлом возмущались все, а больше всего те, кто уже не раз прославился на войне, за то, что он, будучи при оружии, искал спасения в позоре, а не в бою». Спурий, пытаясь загладить вину брата, немедленно отплыл к выведенным из Нумидии войскам, но обнаружил их в настолько подавленном состоянии, что не решился вести их в бой.